# Прево, Огюстен
Огюстен Прево (фр. Augustin Prevost; англ. Augustine Prévost; 22 августа 1723, Женева — 5 мая 1786, Лондон) — британский солдат и генерал, участник Семилетней войны и Войны за независимость США.

## Биография

### Ранние годы и детство
Огюстен Прево родился 22 августа 1723 года в Женеве, Женевская республика. Он был сыном Огюстена Прево (1695—1740), члена Женевского совета двухсот и его жены Луизы Мартины (ум. 1743). Позже у Огюстена Прево на свет появились младшие братья: Жак Прево (1725—1776) и Жак Маркус Прево (1736—1781), которые также впоследствии стали офицерами британской армии и участниками двух войн. Огюстен Прево начал свою военную карьеру на службе в Королевстве Сардиния, а позже стал офицером на голландской службе.

### Карьера в британской армии
Как и его младшие братья Жак-Марк и Жак Прево, Прево поступил на британскую службу в звании майора в 60-м пехотном полку (Королевский американский полк) при создании полка в 1756 году. Он участвовал в войне Франции и Индии, во время которой получил ранение.
В 1763 году он ненадолго исполнял обязанности временного военного губернатора Западной Флориды. После войны Прево был направлен в Вест-Индию, где он служил заместителем генерального инспектора в Кингстоне, Ямайка. Он был произведен в полковники в 1774 году.

### Война за независимость США
К лету 1776 года Прево командовал контингентом 60-го полка, дислоцированного в Сент-Огастине, столица британской Восточной Флориды. Зимой 1778 года, по предложению лорда Джорджа Джермейна, Прево, ныне бригадный генерал, получил приказ генерала сэра Генри Клинтона вторгнуться в Джорджию. Прево отправил на север два подразделения: одно под командованием подполковника Льюиса В. Фьюзера, а другое под командованием его брата Жака-Марка.
Огюстен Прево прибыл в Саванну, Джорджия 17 января 1779 года, который находился под защитой британского подполковника Арчибальда Кэмпбелла. Прево принял командование, но также отправил сообщение генералу Клинтону о том, что желает уйти в отставку, полагая, что его место должен занять более молодой человек. В мае 1779 года его войска предприняли неудачный рейд на Чарльзтаун, Южная Каролина, и разграбили сельскую местность во время отступления. Главным сражением в этом деле была битва при Стоно-Крик, победа британцев. В сентябре 1779 года ему на замену был отправлен бригадный генерал Джордж Гарт, следовавший из Нью-Йорка на HMS Experiment. Однако Гарт был схвачен прежде, чем смог добраться до Саванны, и Прево остался защищать город от объединенных французских и континентальных сил в ходе операции, которая стала известна как осада Саванны.
Огюстен Прево удалился в Англию в 1780 году. Он умер в Лондоне 5 или 6 мая 1786 года в возрасте 62-х лет

## Личная жизнь
21 августа 1765 года Огюстен Прево женился на Анне Франсуазе Маргарите Гранд (1742—1809), в браке Огюстен Прево и Анна Франсуаза Маргарита Гранд имели троих сыновей в семье:
- Джордж Прево (1767—1816) — 1-й баронет, офицер и дипломат, генерал-губернатор Канады с 1812 по 1815 год и губернатор Новой Шотландии с 1808 по 1811 год.
- Джеймс Прево (1771—1855)
- Уильям Огастин Прево (1777—1824)

Его брат Жак Маркус был женат на Феодосии Бартоу Прево (1746—1794), которая впоследствии стала первой супругой 3-го вице-президента США Аарона Бёрра (1756—1836).
Существует мнение, что Огюстен Прево был дважды женат и у него был ещё один сын:
- Огюстен Прево (1744—1821) — майор.